# Меланостигма Ольги
Меланостигма Ольги (лат. Melanostigma olgae) — вид морских лучепёрых рыб рода меланостигм из семейства бельдюговых.

## История изучения
Вид был описан А. В. Балушкиным и М. В. Могановой в 2017 году по восьми образцам (голотип и паратипы), поднятых тралом с глубины 800−850 м в феврале 1981 года в Южном океане близ Южных Сандвичевх островов (55°49′ ю.ш., 27°44′ з.д.) во время антарктической экспедиции АтлантНИРО на судне "Эврика". Первоначально все выловленные образцы были определены А. П. Андрияшевым как M. gelatinosum, после чего их тела были законсервированы в формалине и отправлены на хранение в ЗИН РАН; под таким определением образцы вошли в ряд обзорных публикаций. Видовое название olgae дано в честь сотрудницы ЗИН РАН, исследовательницы антарктической ихтиофауны Ольги Степановны Воскобойниковой.

## Описание
Рыбы с удлинённым, высоким и утончённым телом; длина образцов находится в пределах 167-253 мм. Кожа голая, без чешуи, подвижная, полупрозрачная. Под кожей развитый желеобразный слой.
Голова небольшая. Рот скошен, задний край немного не доходит до вертикали зрачка; верхняя губа сверху срощена с рылом, верхняя челюсть выступает над нижней (при взгляде снизу видны зубы предчелюстной кости). Зубы конические, подвижные, увеличиваются к передней части пасти. На предчелюстной кости у симфиза зубы расположены в два ряда, по мере продвижения вглубь рта число рядов падает до одного; на зубной кости зубы расположены в три ряда. Зубы зафиксированы также на сошнике (3 у голотипа) и костном нёбе (6-7 зубов у голотипа). Ноздрей одна пара, с высокими кожными трубочками. Небольшое жаберное отверстие открывается выше грудного плавника. Жаберных лучей шесть.
Сейсмосенсорная система состоит из трёх соединяющихся за глазом (супраорбитального, инфраорбитального и темпорального) парных каналов, парных, но обособленных друг от друга и прочих частей системы преоперкуло-мандибулярных каналов и соединяющей темпоральные каналы супратемпоральной комиссуры. Корональная коммисура (соединающая супраорбитальные каналы) отсутствует. Боковой линии нет.
Количество позвонков (туловищных и хвостовых в сумме) у разных образцов отличается, находясь в диапазоне от 90 до 93 (19-23 туловищных, 69-73 хвостовых). Позвонки амфицельные, с крупными невральными дугами и большими зигапофизами. При сочленении презигапофизы покрывают постзигапофизы предшествующего позвонка. Верхние рёбра начинаются с 2–3-го позвонка и заканчиваются не далее 8–11-го, нижние начинаются с 3–4-го и заканчиваются не далее 6–10-го. Гипуральные пластинки срощены с уростилярным позвонком. Предуростилярный позвонок без верхнего остистого отростка; над ним нависает слабо удлинённое epurale. На нескольких (до 5) предуростилярных позвонках верхние остистые отростки могут быть не срощены с телом.
Тело окрашено в светло-серый цвет с голубым отливом на верху головы и вдоль боков. Передняя часть головы и хвост тёмные до чёрного цвета. Рот, трубочки ноздрей, дыхательная перепонка и жаберные полости также чёрные, а лепестки жабр белые. Внутренний и наружный ряд тычинок разделены чёрной плёнкой. Кожа вокруг ануса и перитонеум чёрные.

## Биология
Реальная глубина обитания не установлена, так как трал, поднимаясь с глубины 800−850 м, мог захватить рыб из более высоких слоёв воды. Голотип и один из паратипов вскрыты; внутри были найдены непарные гонады с мелкой — 0,32-0,34 мм — икрой. На рентгенограмме внутри желудка голотипа видны частично переваренные останки (позвоночник и череп) крупной неустановленной рыбы, тело которой заняло почти весь объём органа. Способ попадания столь крупной добычи внутрь относительно мелкоротой меланостигмы остаётся неустановленным. Крупные зигапофизы позвонков, вероятно, нуны для придания прочности позвоночному столбу при нагрузках на продольное скручивание и выгибание вверх: при этом вниз и в горизонтальной плоскости тело рыбы способно значительно изгибаться.